# 司馬幾
司马几（?—?），西晋宗室，司马昭曾孙，齐王司馬攸之孙，齐武闵王司马冏之子。
司马冏上表以儿子司马几出继司马昭之子燕王司馬機，封为济阳王，永兴元年（302年）十二月，其父司马冏下狱被害，司马几被废，燕国国除。后来他的兄弟司馬冰、司馬超、司馬英被赦免还第，司馬几后事不详。
| 前任： 司馬機 | 晋朝燕王 ？－302年 | 繼任： 慕容皝 |